# Chimera (thần thoại)

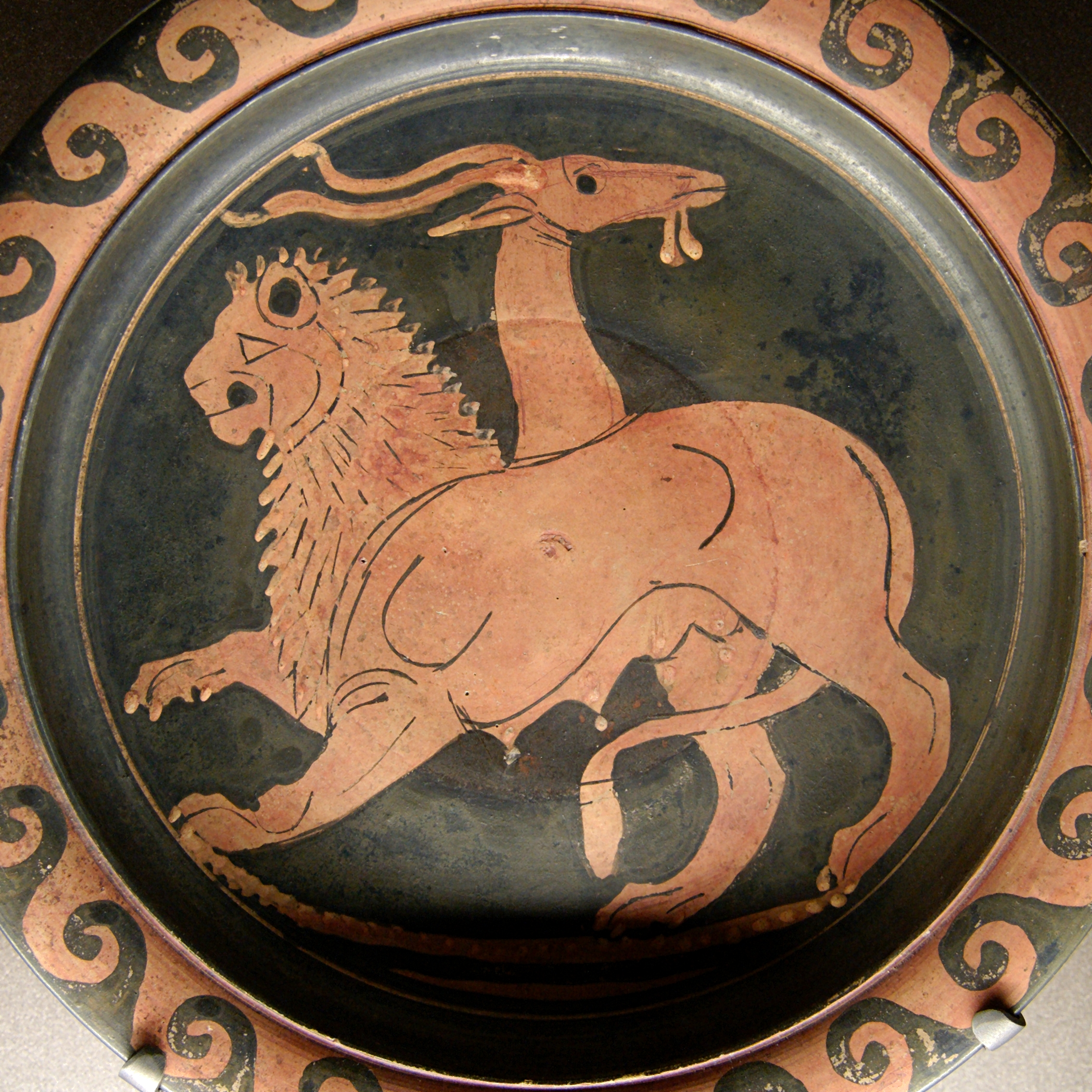
Hình Chimera trên đĩa Apulian màu đỏ, khoảng 350 - 340 trước Công nguyên, trưng bày ở Bảo tàng Louvre.

Chimera (phát âm tiếng Anh: (/kaɪˈmɪərə/) là con quái vật trong thần thoại Hy Lạp có đầu và thân mình giống sư tử, nhưng lưng lại có thêm đầu, chân dê và đuôi hình con rắn có đầu ở chóp.

## Từ nguyên
Chimera cũng viết là Chimæra (/kaɪˈmerə/) là từ phiên âm tiếng Hy Lạp: Χίμαιρα (đọc là Si-mê-ra).

## Điển tích
Quái vật là con gái của Typhon và Echidna, gốc từ Orthos là mẹ của Nhân sư và sư tử Nemean, có họ hàng với chó ba đầu  Cerberus và quái vật Hydra được vua Amisodarus nuôi dưỡng để tiêu diệt những kẻ đàn ông đáng chết. Chimera có thân hình khổng lồ, rất nhanh nhẹn và mạnh mẽ, lại có khả năng phun ra lửa và cả ba cái đầu quái vật (đầu sư tử, đầu rắn, đầu dê) đều rất phàm ăn thịt sống.
Cuối cùng, Chimera đã chiến đấu với người anh hùng Bellerophon cưỡi trên  Pegasus là một ngựa thần có cánh. Nhờ ngựa thần mà người anh hùng thoát khỏi dòng lửa phun của quái vật, rồi bắn vào mồm rộng ngoắc của nó những mũi tên bằng chì. Khi xuyên qua dòng lửa, chì tan ra và đốt cháy ruột gan của nó.

## Nội hàm
Ngày nay, tên của quái vật không những dùng để chỉ điển tích, mà còn dùng để chỉ:
Tác phẩm nghệ thuật rất nổi tiếng Chimaera of Arretium bằng đồng, hiện ở Florence.
Biểu tượng cho núi lửa vùng Lycian.
Cơ thể hoặc mô dị lưỡng bội hoặc có mang nhiều bộ gen khác nguồn gốc: xem trang Chimera (di truyền học).